# Корона (4-й сезон)
Четвёртый сезон сериала «Корона» рассказывает о жизни и правлении королевы Елизаветы II. Он состоит из 10 эпизодов и был выпущен на Netflix 15 ноября 2020 года.
Оливия Колман исполняет роль Елизаветы. К своим ролям из третьего сезона вернулись Тобайас Мензис, Хелена Бонэм Картер, Джош О’Коннор, Мэрион Бэйли, Эрин Доэрти и Эмиральд Феннел. К основному составу также присоединились Джиллиан Андерсон, Эмма Коррин и Стивен Боксер. В первом эпизоде сезона появляется Чарльз Дэнс, а Клэр Фой вновь играет роль Елизаветы во флэшбэках в восьмом эпизоде.

## Сюжет
«Корона» рассказывает о жизни королевы Елизаветы II с её свадьбы в 1947 году до наших дней.
Четвёртый сезон охватывает период времени между 1977 и 1990 годами. В этом сезоне представлена леди Диана Спенсер, и его действие разворачивается во время премьерства Маргарет Тэтчер, а также представлены принц Уильям и принц Гарри. Изображённые события включают в себя свадьбу принца Чарльза и леди Дианы Спенсер, их поездку по Австралии и Новой Зеландии в 1983 году, Фолклендскую войну, проникновение Майкла Фэйгана в Букингемский дворец, похороны лорда Маунтбеттена, появление принцессы Дианы на церемонии детей-чемпионов Барнардо и её полёт на Конкорде в 1989 году.

## В ролях

### Основной состав
- Оливия Колман — королева Елизавета II[13]
- Тобайас Мензис — принц Филипп, герцог Эдинбургский, муж Елизаветы[14]
- Хелена Бонэм Картер — принцесса Маргарет, младшая сестра Елизаветы[15]
- Джиллиан Андерсон — Маргарет Тэтчер, премьер-министр[16]
- Джош О’Коннор — принц Чарльз, старший сын Филиппа и Елизаветы и их наследник[17]
- Эмма Коррин — леди Диана Спенсер / принцесса Диана[18]
- Мэрион Бэйли[англ.] — королева Елизавета, королева-мать, мать Елизаветы II[19]
- Эрин Доэрти — принцесса Анна, второй ребёнок Филиппа и Елизаветы и их единственная дочь[20]
- Стивен Боксер[англ.] — Денис Тэтчер, муж Маргарет Тэтчер
- Эмиральд Феннел — Камилла Паркер Боулз, любовница принца Чарльза[21]

Актёры, указанные в основных титрах только одного эпизода, где они играют важную роль
- Чарльз Дэнс — Луис Маунтбеттен, 1-й граф Маунтбеттен Бирманский, дядя Филиппа и фигура отца для Чарльза[22]
- Том Брук — Майкл Фейган[англ.], мужчина, который проник в спальню королевы Елизаветы II в Букингемском дворце в 1982 году[23]
- Ричард Роксбург — Боб Хоук, премьер-министр Австралии
- Том Бёрк — Дерек «Дэззл» Дженнингс, друг и доверенное лицо принцессы Маргарет
- Николас Фаррелл — Майкл Ши, пресс-секретарь Елизаветы II
- Клэр Фой — 21-летняя принцесса Елизавета в 1947 году

### Второстепенный состав
- Энгус Имри[англ.] — принц Эдвард, самый младший ребёнок Филиппа и Елизаветы[24]
- Тони Бирн — принц Эндрю, третий ребёнок Филиппа и Елизаветы[25]
- Фокс, Фредди Фокс — Марк Тэтчер, сын Маргарет Тэтчер
- Ребекка Хамфрис — Кэрол Тэтчер, дочь Маргарет Тэтчер[26]
- Чарльз Эдвардс — Мартин Чартерис[англ.], личный секретарь королевы[27]
- Ричард Гулдинг — Эдвард Адин[англ.], личный секретарь принца Уэльского и сын бывшего личного секретаря королевы Майкла Адина
- Пенни Дауни — Алиса, герцогиня Глостерская
- Джоффри Бетон — Марк Филлипс, муж принцессы Анны
- Пол Джессон — Джеффри Хау, канцлер казначейства, затем министр иностранных дел, лидер палаты общин и заместитель премьер-министра
- Николас Дэй — Джеймс Прайор, министр труда
- Ричард Симс — Квинтин Макгарел Хогг, 2-й виконт Хейлшем, лорд-канцлер
- Питер Пэйси — Кристофер Соумс, лидер палаты лордов и зять Уинстона Черчилля
- Дон Галлагер — Уильям Уайтлоу, заместитель премьер-министра
- Гай Синер — Фрэнсис Пим, министр обороны
- Джорджи Глен — леди Фермой, фрейлина королевы-матери и бабушка Дианы Спенсер
- Эндрю Бакан — Эндрю Паркер-Боулз, муж Камиллы
- Тони Джайавардена — Шридат Рампал, генеральный секретарь Содружества
- Джессика Акилина — Сара Фергюсон[25]
- Лукас Барбер-Грант — принц Уильям, старший сын Чарльза и Дианы
- Арран Тинкер — принц Гарри, младший сын Чарльза и Дианы

### Приглашённые актёры
- Изобель Идай — леди Сара Спенсер, старшая сестра Дианы
- Харриет Бенсон — Патрисия Нэтчбулл, дочь лорда Маунтбеттена
- Рой Сэмпсон — Лоренс Ян ван дер Пост
- Эллиот Хьюгес и Джаспер Хьюгес — принц Уильям в младенчестве
- Гарри Тредэвей — Родди Ллевеллин, бывший любовник принцессы Маргарет
- Ник Ваймер — Кеннет Кларк, министр здравоохранения
- Эл Барклай — Майкл Говард, министр по вопросам занятости
- Кейт Чоппинг — Норман Ламонт, главный секретарь казнчейства
- Марк Озалл — Джон Мейджор, министр иностранных дел, затем канцлер казначейства
- Дункан Дафф — Сесил Паркинсон, министр транспорта
- Оливер Милбёрн — Крис Паттен, министр по вопросам окружающей среды
- Майкл Мирс — Малькольм Рифкинд, министр по делам Шотландии
- Стивен Грейф — Бернард Уэзерхилл[англ.], спикер палаты общин

## Эпизоды
| № общий | № в сезоне | Название                                          | Режиссёр          | Автор сценария                    | Дата премьеры  |
| --- | ---------- | ------------------------------------------------- | ----------------- | --------------------------------- | -------------- |
| 31 | 1          | «Золотой жезл» «Gold Stick»                       | Бенджамин Карон   | Питер Морган                      | 15 ноября 2020 |
| Чарльз знакомится с леди Дианой Спенсер, когда собирается на свидание с её старшей сестрой Сарой. Консервативная партия Великобритании одерживает победу на всеобщих выборах 1979 года, и Маргарет Тэтчер становится первой женщиной, занявшей пост премьер-министра страны. Елизавета удивляется, когда Тэтчер во время их первой аудиенции заявляет, что женщинам не место в политике, поскольку они слишком подвержены эмоциям. Чарльзу, который отдыхает с друзьями в Исландии, звонит лорд Маунтбеттен, который критикует его продолжающийся роман с Камиллой. Позже королевская семья узнает, что Маунтбеттен и ещё три человека погибли в результате взрыва бомбы, заложенной в его катер. Ирландская республиканская партия берёт на себя ответственность за нападение, и Тэтчер обещает королеве объявить войну ИРА и вести её до победного конца. Чарльз получает письмо, написанное Маунтбеттеном в день его смерти, в котором тот настоятельно просит принца Уэльского найти подходящую жену. Вновь увидев Диану на состязаниях по конкуру, Чарльз просит у Сары разрешения начать встречаться с нею. |            |                                                   |                   |                                   |                |
| 32 | 2          | «Испытание Балморала» «The Balmoral Test»         | Пол Уиттингтон    | Питер Морган                      | 15 ноября 2020 |
| Тэтчер продвигает проект значительного сокращения расходов своего первого государственного бюджета и сталкивается с яростным сопротивлением со стороны некоторых членов Кабинета министров. Тэтчер проводит выходные с королевской семьей в замке Балморал, будучи предупреждена о «проверке Балморалом». Тэтчеры не ладят с хозяевами и уезжают пораньше под предлогом государственных забот. Чарльз продолжает доверяться Камилле, она призывает его заняться Дианой. Диана приглашена в Балморал. Она проходит «проверку» и производит впечатление на королевскую семью, заметив на охоте оленя. Семья заставляет Чарльза задуматься о женитьбе на Диане, несмотря на его отговорки. Тэтчер формирует новый состав кабинета, увольняя оппонентов. |            |                                                   |                   |                                   |                |
| 33 | 3          | «Сказка» «Fairytale»                              | Бенджамин Карон   | Питер Морган                      | 15 ноября 2020 |
| Чарльз делает предложение Диане, и она отвечает согласием. Диана переезжает из своей лондонской съёмной квартиры во дворец на фоне шумихи в средствах массовой информации. Она обучается дворцовым премудростях с помощью своей строгой бабушки. У Дианы начинаются расстройства пищевого поведения из-за переживаемого стресса. Пока Чарльз находится за границей, она встречается с Камиллой за обедом и понимает, что едва знает Чарльза, в то время как Камилла знаёт о нем всё. Расстроенная Диана думает об отмене брака. Тем временем Чарльз возвращается из поездки и наносит визит Камилле перед возвращением домой; он рассказывает Диане, что навещал её, чтобы покончить с их отношениями. Маргарет заявляет королеве и Филиппу, что Чарльз всё ещё любит Камиллу, и что брак будет ошибкой, но Филипп отвечает, что Чарльз повзрослеет и полюбит Диану. Королева велит Чарльзу сосредоточиться на своём долге и обещает счастье в дальнейшей жизни. Свадьба проходит в атмосфере всеобщего праздника. |            |                                                   |                   |                                   |                |
| 34 | 4          | «Любимчики» «Favourites»                          | Пол Уиттингтон    | Питер Морган                      | 15 ноября 2020 |
| Тэтчер начинает плакать во время аудиенции с Елизаветой и признаётся, что её сын Марк пропал без вести во время участия в ралли Париж-Дакар. Филипп и Елизавета обсуждают любимых детей; Филипп говорит, что предпочитает Анну, но не говорит, кто, по его мнению, является любимчиком Елизаветы. Елизавета просит своего секретаря организовать ей встречу с каждым из её детей по отдельности, а также рассказать ей подробности об их симпатиях и антипатиях. Каждый из детей выражает недовольство своей жизнью и рассказывает информацию, которую Елизавета не знала. Аргентина вторгается на Фолклендские острова, и Тэтчер требует принятия мер для противостояния захватчикам. Марка Тэтчера находят в Алжире. Диана беременна, её отношения с Чарльзом серьёзно ухудшились. Чарльз признаётся Елизавете, что всё ещё находится в постоянном контакте с Камиллой. Елизавета делится с Филиппом своей обеспокоенностью по поводу судьбы детей. |            |                                                   |                   |                                   |                |
| 35 | 5          | «Фейган» «Fagan»                                  | Пол Уиттингтон    | Джонатан Д. Уилсон и Питер Морган | 15 ноября 2020 |
| Тэтчер сообщает королеве о возвращении Фолклендов под контроль Великобритании. Тем временем в стране растет безработица, и Майкл Фейган приходит к депутату парламента, чтобы пожаловаться на сложные экономические обстоятельства и подвергнуть критике выделение миллиардов фунтов на войну. Депутат с сарказмом предлагает ему высказать свои соображения королеве. Жизнь Фейгана в обшарпанной квартире, расположенной в муниципальной многоэтажке, резко контрастирует с жизнью королевы в просторном и роскошном дворце. Однажды вечером Фейган перелезает через ограду дворца. Его замечает служанка, но ему удаётся сбежать. После того, как социальная служба отказывает Фейгану в общении с детьми, он снова проникает во дворец и обнаруживает в спальне королеву. Фейган разговаривает с Елизаветой и просит её спасти страну от премьер-министра. Тэтчер и королева обсуждают свои различные взгляды на общество, после чего премьер-министр уезжает на парад в честь победы на Фолклендских островах. |            |                                                   |                   |                                   |                |
| 36 | 6          | «Ничейная земля» «Terra Nullius»                  | Джулиан Джаррольд | Питер Морган                      | 15 ноября 2020 |
| Республиканец Боб Хоук становится премьер-министром Австралии накануне предстоящего королевского визита Чарльза и Дианы. Он надеется, что высокие расходы на организацию этого турне станут переломным моментом, и общественность выступит в поддержку республиканской формы правления в Австралии. К возмущению королевы Диана настаивает на том, чтобы взять с собой сына-младенца, принца Уильяма. Чарльз и Диана обсуждают сложности их брака; Диана жалуется на его постоянный интерес к Камилле; они соглашаются собраться с силами, и после слабого старта визит оборачивается грандиозным успехом: посмотреть на юную принцессу приходят огромные толпы людей. Отношения Чарльза и Дианы временно улучшаются. Королева пересматривает видеозаписи своего собственного турне по Австралии с Филиппом в 1954 году и беспокоится, что новый королевский визит окажется более успешным. На официальном приеме Хоук рассказывает Чарльзу, что Диана спасла монархию в Австралии. Чарльз и Диана снова ссорятся, и у неё вновь обостряется пищевое расстройство. Вернувшись в Великобританию, они поселяются в отдельных домах. Диана встречается с королевой и рассказывает об их несчастливом браке, но Елизавета не проявляет сочувствия, и после того, как Диана обнимает её, спешно уходит. |            |                                                   |                   |                                   |                |
| 37 | 7          | «Принцип наследования» «The Hereditary Principle» | Джессика Хоббс    | Питер Морган                      | 15 ноября 2020 |
| Принц Эдвард становится совершеннолетним. Маргарет узнаёт, что в этой связи ей придётся сложить публичные полномочия, после чего она впадает в депрессию. Маргарет уезжает за границу, чтобы реабилитироваться после удаления части левого легкого, а после возвращения в Лондон по совету Чарльза начинает ходить к психотерапевту. После того, как терапевт случайно упоминает двоюродных сестёр Маргарет по материнской линии — Нериссу и Кэтрин Боуз-Лайон, выясняется, что они всё ещё живы и вместе с тремя другими кузенами и кузинами находятся в психиатрической клинике. Она конфликтует с королевой-матерью, которая утверждает, что у семьи не было выбора, так как информация об умственно неполноценных родственниках поставило бы под вопрос чистоту родословной. Маргарет признаётся психотерапевту в том, что боится сойти с ума, но та заверяет, что этого не произойдет. Маргарет смиряется со своей ролью, но втайне грустит. |            |                                                   |                   |                                   |                |
| 38 | 8          | «48:1» «48:1»                                     | Джулиан Джаррольд | Питер Морган                      | 15 ноября 2020 |
| Тэтчер и королева конфликтуют по поводу введения санкций против режима апартеида в Южной Африке. Королева считает, что санкции необходимы для борьбы с расовой сегрегацией и единения стран Содружества, в то время как Тэтчер считает, что они нанесут несоразмерный ущерб британской внешней торговле и потенциально уничтожат и без того ослабленную экономику ЮАР. После ряда корректировок, в том числе изменения слова «санкции» на «посылы», Тэтчер подписывает соглашение об оказании давления на Южную Африку, но затем на пресс-конференции саботирует соглашение. В Великобритании газета The Sunday Times публикует статью о том, что королева в ужасе от равнодушия премьер-министра. Когда во время аудиенции Тэтчер задает прямой вопрос по поводу этой публикации, королева настаивает на своей аполитичной позиции, но при этом велит своему пресс-секретарю хранить молчание о вражде двух самых влиятельных женщин страны. Когда разногласия ставят королеву всё в более неловкое положение, принимается решение сделать козлом отпущения пресс-секретаря Майкла Ши и тем самым отвлечь внимание от королевы. |            |                                                   |                   |                                   |                |
| 39 | 9          | «Лавина» «Avalanche»                              | Джессика Хоббс    | Питер Морган                      | 15 ноября 2020 |
| На гала-вечере, организованном Королевским оперным театром в честь дня рождения Чарльза, Диана удивляет публику, исполняя на сцене танцевальный номер под песню «Uptown Girl»; овации публики раздражают Чарльза. Они оба уезжают кататься на лыжах в Швейцарию, но возвращаются после схода лавины, в которой погиб их друг Хью Линдси. Когда Елизавета узнает, что и Чарльз, и Диана изменяют друг другу, то вместе с Филиппом пытается заставить пару помириться. На встрече Диана обещает хранить верность, в то время как Чарльзу не дают возможности выступить. Анна позже заявляет Чарльзу, что он не должен заблуждаться по поводу своего романа, а Камилла говорит ему, что они должны быть реалистами в отношениях. Поскольку Чарльз продолжает игнорировать Диану, она возобновляет роман с Джеймсом Хьюиттом. |            |                                                   |                   |                                   |                |
| 40 | 10         | «Война» «War»                                     | Джессика Хоббс    | Питер Морган                      | 15 ноября 2020 |
| Тэтчер обнаруживает, что её лидерство оказалось под угрозой после того, как вице-премьер Великобритании Джеффри Хау заявляет в парламенте о своей отставке. Тэтчер просит Елизавету распустить парламент, но королева не собирается ничего предпринимать. Тэтчер уходит в отставку с поста премьер-министра и получает от Елизавету редкую награду — Орден Заслуг. Чарльз, узнав, что Диана всё ещё встречается с Джеймсом Хьюиттом, планирует добиваться развода, в то время как Диана, несмотря на сомнения в её способности выдержать сольную поездку, путешествует в Нью-Йорк на «Конкорде» и очаровывает публику. Наблюдая за популярностью Дианы по телевизору, Камилла говорит Чарльзу, что она не хочет подвергнуться публичному порицанию, если общественности станет известно об их романе. Чарльз вымещает свой гнев на Диане после её возвращения в Лондон. Когда семья собирается на Рождество, Чарльз конфликтует с Елизаветой, которая ругает его за незрелость и неблагодарность, после чего запрещает думать о разводе. Филипп дает Диане понять, что она не единственная, кто страдает, советует ей сосредоточиться на служении Елизавете и предостерегает её от расторжения брака.                                                                                              |            |                                                   |                   |                                   |                |

## Производство и премьера
К октябрю 2017 года было начато «раннее производство» третьего и четвёртого сезонов, а к январю 2018 года Netflix подтвердил, что сериал продлён на третий и четвёртый сезоны.
Каждые два сезона продюсеры меняют некоторых актёров, играющих определённые роли, на актёров постарше, так как временная линия движется вперёд и персонажи стареют. В октябре 2017 года Оливия Колман получила роль Елизаветы II в третьем и четвёртом сезонах. К январю 2018 года Хелена Бонэм Картер и Пол Беттани вели переговоры о том, чтобы исполнить роли принцессы Маргарет и принца Филиппа, соответственно, в этих сезонах. Однако к концу месяца Беттани пришлось отказаться от роли из-за нехватки времени. К концу марта 2018 года Тобайас Мензис получил роль принца Филиппа в третьем и четвёртом сезонах. В начале мая 2018 года было подтверждено, что Бонэм Картер получила роль, также как и Джеймс Уоткинс получил роль премьер-министра Гарольда Вильсона. В следующем месяце Бена Дэниелса взяли на роль Энтони Армстронг-Джонса в третьем сезоне, а Эрин Доэрти присоединилась к сериалу в роли принцессы Анны. Месяц спустя Джош О’Коннор и Мэрион Бэйли получили роли принца Чарльза и королевы-матери, соответственно, в третьем и четвёртом сезонах. В октябре 2018 года Эмиральд Феннел получила роль Камиллы Шанд. В декабре 2018 года Чарльза Дэнса взяли на роль Луиса Маунтбеттена. В апреле 2019 года Эмма Коррин получила роль леди Дианы Спенсер для четвёртого сезона. С января 2019 года ходили слухи, что Джиллиан Андерсон ведёт переговоры, чтобы исполнить роль Маргарет Тэтчер в четвёртом сезоне, и в сентябре 2019 года было подтверждено, что она получила эту роль. Клэр Фой вернулась в роли королевы в сценах флэшбеков.
Съёмки четвёртого сезона начались в августе 2019 года. Известно, что копию Букингемского дворца для них возводили практически в натуральную величину. На точную копию свадебного платья королевы дизайнеры потратили около двух месяцев и почти 35 тысяч долларов, хотя на экране оно появляется всего на пару минут. Хелена Бонэм Картер вдохновлялась перед съемками экскурсией по Виндзорскому дворцу и настоящей беседой с членами королевской семьи.
Съёмки закончились в марте 2020 года. Продюсеры шоу подтвердили, что съёмки были завершены до начала пандемии COVID-19, и дата выхода не будет отложена. Премьера состоялась 15 ноября 2020 года.